# 世界の果てで愛ましょう
『世界の果てで愛ましょう』（せかいのはてであいましょう）は、武田すんによる漫画作品。『電撃マオウ』（アスキー・メディアワークス）にて、2009年1月号から2013年7月号まで連載。

## あらすじ
矢野涼馬はクラスの面倒なことを全部押し付けられるような、気弱な男子高校生。

ある日、異世界の王子・エミリオを助けるが、その行動は予想もしない展開の引き金となった。

気付くと薬で女の子に変えられ、エミリオが求婚してきたのだ。

涼馬は拒むことも出来ないまま、異世界と地球は空間で繋げられ、エミリオは同居することになった。

歓迎する人もいたが、突然の求婚に様々な人がざわめき、敵意を向けていた。

どこの馬の骨かもわからない涼馬に嫉妬する異世界の女性や、同居をよく思わない涼馬の弟。

王位継承のためエミリオを敵視する王族達。
元の性別に戻れず戸惑う涼馬と不器用に接することしか出来ないエミリオ。

一方的だった愛は、徐々に人種や性別を超えた究極の愛となっていく。

## 登場人物

### 主な登場人物
矢野 涼馬（やの りょうま）
9月6日生まれ、乙女座。
気弱だが心優しい高校1年生。嫌なことを断り切れないためか、クラスメイトに面倒ごとをよく押し付けられる。
文化祭準備をしていた時に、異世界から突然やって来たエミリオと出会う。不慮の事故で動けなくなったエミリオを助けようとするが、自分も巻き込まれることになる。気づいた時には異世界におり、体が女体化していた。
手先が器用で、料理が上手い。弟想いだが、弟からの求愛に困惑することもある。エロに関する知識は小学生並み。マイナーな格闘ゲームが好き。
エミリオ・オルドロック
異世界オルドリットの君主であり、オルドロックの王太子。電撃のような特殊能力を持つ。出会った当初は冷酷な性格だったが、これは自分の兄弟が王位を望んで戦争や暗殺を仕掛けてきたからで、作品冒頭では王位を狙って造反した兄を自らの手で処刑している。
涼馬を女の子に変えた張本人。不慮の事故に遭ったところを涼馬に助けられる。その際、純粋な愛を感じたことをきっかけに涼馬を女に変え、求婚を迫る。求婚を拒絶された後、涼馬の家に押しかけてそこで共に暮らし、共に学校へ通っている。地球へ通うようになって「周りの人間が裏もなく正面から接してくる」生活を送り、徐々に心境に変化が生じてきている。また、涼馬への想いが強すぎるためか、若干空回りしている。
矢野 祐二（やの ゆうじ）
涼馬の弟。中学3年生。突然やってきたエミリオに敵対心を持つ。
幼少期に母親代わりに育ててくれた兄を純粋に想っていたが、いつしか兄への想いは恋心となっていた。そのことを良くないと思い涼馬を遠ざけるも、女体化して帰ってきた兄に気持ちが抑え切れず告白してしまうが、涼馬には気持ちは伝わらなかった。その後は隙のある涼馬の行動にいつもドキドキしており、冷静さを保つのに苦労している。
精神的に限界に達し、家出した際には紆余曲折の末アリシアの旅館で働くようになり、タイタニア人の影響か身体能力が向上、怪力化した。
矢野 太平（やの たいへい）
涼馬の父。会社員。アリシアに会社を乗っ取られたことがあり一度クビになっている。行方不明だった涼馬が突然女になって帰ってきた際には泣いていたが、涼馬がエミリオと結婚すれば金持ちになって暮らしが楽になると思い、2人がうまくいってくれることを望んでいる。
アリシア・バルベール
異世界タイタニアの王女。自称エミリオの婚約者だが、周りが勝手に進めてしまった話で、エミリオは承諾していない。本人曰く、史上最強の地位と美貌を兼ね備えている。
普段は王女らしい振る舞いを見せるが、頭に血が上ると巨大化して辺り構わず暴れ出す。本人は巨大化した自分の姿を見られることを極端に嫌う。弱点はカナヅチ。
当初は地球の人間全てを見下し、高飛車かつわがままな物言いや振る舞いが目立ち、ある事を切っ掛けに涼馬達に嫌がらせに近い行為を行っていたが、ある事件をきっかけに祐二に恋心を抱くことになると同時に、そのことで本国からの仕送りも打ち切られる羽目になるも、エミリオ同様、地球での暮らしを重ねていくに連れ、徐々に高飛車な性格が変わっていき、自分では何も出来ないことに悔しさを見せたりするようになる。仕送りが打ち切られたのを機に、家臣ともども生活のため温泉宿「タイタンの湯」を開業し、女将となる。

### 地球の関係者
泉
涼馬の同級生の女子。女体化してちやほやされる涼馬を快く思っていない。
堺
涼馬の同級生の男子。女体化する前の涼馬をクラスで一番地味な奴と言うなど、相手を馬鹿にした態度を取ることがある。しかし東北戦隊サムインジャーのアニメパンツを履くなど、可愛らしい部分もある。
田中
涼馬の同級生。柔道部員。涼馬に女であるという疑惑が掛かった際、一番早く涼馬が女体化したことを感じ取った。第7話では涼馬の匂いを嗅ぎ分ける能力も見せている。本人曰く愛の力らしい。
春樹
祐二の同級生。涼馬と同じマイナーゲームを楽しむ1人。涼馬から「春くん」と呼ばれている。
対戦者として乱入してきた涼馬に恋をしてしまうが、祐二の兄だと分かり、初恋は儚く散る。
狩田
涼馬の同級生だが一浪しており1つ年上。そのため涼馬以外の同級生からは「狩田さん」と呼ばれている。しかし涼馬は友達だからという理由で「狩田くん」と呼んでおり、そのため涼馬とは仲が良い。また様々なトラウマから極度の女性恐怖症で、女性に触られるとアレルギーを起こす。普段は牛乳瓶の底のような眼鏡をしているが、眼鏡を外すとかなりの美男子である。

### 異世界の関係者
ニコライ
エミリオの異母弟でオルドロックの第3子。異世界ルザニアの太守で王位継承権は辞退している。病弱で10年間公の場に姿を見せていなかった。
アレックス
エミリオの異母弟でオルドロックの第4子。母は異世界デンバーの王女。外見は小学生くらいで女の子のようだが他人を信じておらず冷酷な性格。涼馬を脅してエミリオに毒を盛らせようとするが、涼馬のエミリオを守ろうとする捨て身の行動を見て、改心し、更には涼馬の命を狙ったことで危ない目にあったが、涼馬の説得により救われ、その後は兄エミリオに協力的になる。
グリンデル
オルドリットの大臣。エミリオと涼馬の仲には反対していたが、上記でのアレックスの件を機に半ば認めざるを得ない形で了承している。元は平民の出。
インケンのイヤミーデ
第13話に登場。アリシア不在の舞踏会で主賓の娘ということもあり、ダンスを申し込むが失敗している。
キドリヤーノのスマシテル
第13話に登場。イヤミーデをセンスが無いと見下した。華を見せるといってダンスを申し込むが失敗している。
ネタミールのソネミアス
第13話に登場。病弱なふりをしてエミリオにダンスを申し込もうとしたが失敗している。
オックラッドのパトリシア
第13話に登場。頭からは角が生えており歩くと地響きがする。若干訛っている。アリシア曰く「牛のような女」で、社交の場などで暴れ出したらアリシアでなければ止められない。

## 用語
オルドロック
異世界オルドリットに存在する王政国家。様々な異世界との間に「ゲート」を開き、国交・交易を行っている。他世界とのつながりを強めるため、政略結婚もごく当り前な常識として行われ、適齢な相手がいない場合は自家か相手方の子女、どちらかを性転換することも手段として利用されている。
タイタニア
オルドロックと国交を持つ異世界国家のひとつ。精神的に高揚すると巨大化する性質を持つ。この際、身に付けた衣服も一緒に大きくなるため単純な巨大化ではない。
非常に強靭な肉体と膂力を誇るが、その反面比重が重いため（素粒子レベルでの密度が違う可能性も高い）、弱点は種族全体がカナヅチで泳げないこと。

## 書誌情報
- 武田すん 『世界の果てで愛ましょう』 アスキー・メディアワークス〈電撃コミックス〉、全8巻
  1. 2009年5月27日発売、ISBN 978-4-04-867861-2
  2. 2009年12月18日発売、ISBN 978-4-04-868297-8
  3. 2010年7月27日発売、ISBN 978-4-04-868708-9
  4. 2011年2月26日発売、ISBN 978-4-04-870287-4
  5. 2011年8月27日発売、ISBN 978-4-04-870706-0
  6. 2012年4月27日発売、ISBN 978-4-04-886466-4
  7. 2012年10月27日発売、ISBN 978-4-04-891048-4
  8. 2013年6月27日発売、ISBN 978-4-04-891468-0

## 読切版「宇宙の果てで愛ましょう」
- 電撃黒「マ）王2008年2月号に掲載された。単行本未収録。
- 内容はSF漫画で、エミリオが異世界人ではなく「宇宙人の王子・シード」となっている。最終的に涼馬は元に戻るが、代わりにシード（エミリオ）が女になるというオチだった。